# Baldur’s Gate II: Throne of Bhaal
Baldur’s Gate II: Throne of Bhaal (в переводе с англ. — «Врата Балдура II: Трон Баала») — дополнение к компьютерной ролевой игре Baldur's Gate II: Shadows of Amn, разработанное BioWare и выпущенное в июне 2001 года. Игра базируется на том же движке Infinity Engine и той же ролевой системе Advanced Dungeons and Dragons 2-й редакции, с незначительными изменениями (правила так называемой  2,5 редакции D&D). По сюжету, главный герой серии пускается в новые приключения, чтобы решить судьбу остальных детей Баала, завершив тем самым знаменитую сагу. Было добавлено множество новых локаций (таких, как Башня Дозорного), введено большое количество новых заданий и монстров.
Хотя Baldur’s Gate II: Throne of Bhaal не был самостоятельной игрой (обязательно требовалось наличие установленной Baldur's Gate II: Shadows of Amn), он позиционировался разработчиками и был воспринят игроками как заключительная часть трилогии Baldur's Gate, завершив развитие сюжетной линии о детях Баала. Throne of Bhaal получило положительные отзывы критиков и стало лауреатом многочисленных наград «дополнение года», а также было признано «ролевой игрой года» Академией интерактивных искусств и наук.
Дополнение Throne of Bhaal вошло в состав ремейка Baldur's Gate II: Enhanced Edition, выпущенного в 2013 году.

## Игровой процесс
Throne of Bhaal одновременно представляет собой дополнение («add-on») и улучшение («add-in») для Baldur's Gate II. Дополнение представляет собой продолжение основной сюжетной линии игры, действие которого разворачивается после окончания Baldur's Gate II. Улучшение добавляет новые возможности, появляющиеся в основной игре после установки Throne of Bhaal, а также новую локацию Башня Дозорного, доступную как из основной игры (из второй, третьей и шестой глав), так и из Throne of Bhaal. Всего было добавлено, по разным источникам, от 70 до 80 новых игровых областей.
В дополнении, как и в Shadows of Amn, используется вторая редакция правил Advanced Dungeons & Dragons, с некоторыми расширениями. Так, был добавлен новый подвид волшебников — дикие маги, заклинания которых с определённой вероятностью сопровождаются случайно выбираемым дополнительным эффектом, который может быть как полезным (молния, бьющая по врагу), так и негативным (превращение мага в камень), либо и вовсе неожиданным (например, смена пола персонажа, превращение в белку или падение с неба коровы). Кроме того, эффект от заклинания диких магов может соответствовать производимому магом более высокого уровня, а также у них имеются дополнительные умения, позволяющие использовать заклинания без предварительной подготовки, спровоцировать при этом выброс дикой магии, или защититься от возможных последствий такого выброса.
По сравнению с предыдущими играми серии было существенно повышено ограничение максимального количества очков опыта (до 8 миллионов), что позволяет персонажам некоторых классов достичь 40 уровня. Фактически, к концу дополнения герой и его компаньоны обретают силу полубогов. Всем классам персонажей после достижения 20-го уровня становятся доступны новые высокоуровневые умения. Так, воины получили способности, значительно увеличивающие число атак за раунд (вплоть до 10) или позволяющие провести критический удар, воры — возможность использовать любой предмет (например, обычно недоступные их классу магические свитки и другие артефакты), ставить особо мощные ловушки или повышать свои шансы уклонения от повреждений, друиды — превращаться в элементалей, а маги и жрецы получили возможность использовать дополнительные заклинания высших уровней — магию десятого уровня для магов и «квестовые» заклинания для жрецов. Например, новое магическое заклинание «дыхание дракона» призывает огнедышащую драконью голову, поливающую цель огнём, а жрецы получают возможность призывать элементалей, дэв и демонов. Всего было добавлено, по разным источникам, от 40 до 50 новых заклинаний и способностей.
Появилось около 40 новых видов противников, среди которых самые могущественные существа вселенной Forgotten Realms: синие и фиолетовые драконы, солнечные и планетарные ангелы, огненные великаны, а одним из «боссов» является князь демонов Демогоргон. Это было связано с необходимостью бросить вызов опытным игрокам: в обзоре IGN говорилось, что Throne of Bhaal является самой сложной игрой в серии.
Небольшие улучшения оказались связаны с интерфейсом игры: появилась возможность подсветки активных зон на локации и лежащих на земле предметов, а персонажи продолжали передвижение и при вызове карты. Было добавлено несколько новых портретов персонажей и вариантов озвучивания произносимых реплик. Также стало возможным удалять заклинания из книги магии, чтобы записать туда новые, более полезные, а для волшебных зелий появились специальные контейнеры (уже ранее применявшиеся в Icewind Dale). Маги получили возможность более детально настраивать триггеры заклинаний и заранее заготовленные заклинания, а персонажи двойного класса маг/жрец — переключаться между различными типами заклинаний. Были немного изменены графические эффекты некоторых заклинаний (например, иллюзии персонажа, создаваемые заклинанием «зеркальный образ», больше не выстраиваются в длинную шеренгу, а стоят вокруг него).
В дополнении могут быть использованы все компаньоны из основной части игры (кроме тех, которые уже мертвы по завершении сюжетной линии). Также добавлен один новый персонаж, который может стать членом команды — брат главного героя, антагонист Baldur's Gate Саревок. Персонажи в дополнении также разговаривают между собой (хотя и несколько реже, чем в основной игре), однако дополнительных заданий, связанных с конкретными членами команды, не предусмотрено. Кроме того, если в команде присутствует Имоен, она переживает процесс пробуждения сил, принадлежащих ей как отпрыску Баала.
Возможно использование финального сохранения Baldur’s Gate II: импортированные персонажи сохраняют все умения, навыки и снаряжение, добытое в основной части, а также им добавляются необходимые очки опыта. Романтические отношения между персонажами, начатые в основной игре, получают своё развитие в дополнении, однако начать новые отношения нельзя. Помимо использования импортированного персонажа из последнего сохранения основной игры, можно также создать нового персонажа, к которому присоединятся выбранные компаньоны. Вновь созданные персонажи получают комплект стартового оружия и снаряжения, соответствующий их уровню.
Throne of Bhaal включает около 100 новых предметов. В типичный состав снаряжения команды входят магические предметы и оружия с зачарованием +4, +5 или даже +6, с дополнительными положительными свойствами. В дополнении получила развитие система улучшения магических артефактов: многие волшебные предметы (как появившиеся в дополнении, так и перенесённые командой персонажей из основной игры) могут быть усилены после нахождения дополнительных компонентов. В «карманном измерении», куда получает доступ персонаж вскоре после начала основной сюжетной линии дополнения, его ждёт имп Цеспенар, бывший «дворецкий» Баала, который может осмотреть предметы, собранные игроком, и предложить возможные улучшения путём комбинирования найденных частей артефактов. Всего могут подвергнуться улучшению 37 предметов.
Прохождение Башни Дозорного и основного сюжета дополнения занимает 50-60 часов, с примерно равным распределением игрового времени между этими частями Throne of Bhaal.
Как и обе предыдущие части игры, Throne of Bhaal поддерживает многопользовательский режим. При этом после установки дополнения в многопользовательской игре (даже в рамках основной кампании Shadows of Amn) смогут участвовать только обладатели дополнения. Поддерживалась игра по локальной сети или с использованием сервиса GameSpy Arcade (в котором игра была достаточно популярна).

## Сюжет
Действие дополнения происходит за пределами Амна, на территории граничащих с ним государств Тетир и Калимшан. Во время основной кампании Baldur's Gate II: Shadows of Amn доступна только одна локация: Башня Дозорного. Она представляет собой рассчитанную на опытных игроков с высокоуровневыми персонажами локацию. У входа в неё героя встречает группа служителей Хелма, выдающих задание: в крепости заточено древнее зло, и чтобы не произошло катастрофы, сдерживающие его печати необходимо укрепить. Если герой решит выполнить задание, ему предстоит пройти шесть уровней, наполненных опасными противниками, каждый из которых представляет собой небольшое самостоятельное приключение, требующее решения головоломок и преодоления иных препятствий. Например, на одном из уровней присутствует своего рода «игра в игре»: персонаж игрока получает контроль над рыцарем, находящемся в «мини-подземелье», и должен отдавать ему команды, приводящие к победе. На последнем уровне игрока ждёт принц демонов Демогоргон, который и является тем самым пленённым древним злом. Он открывает, что монахи не были честны с героем, и вместо того, чтобы самим выполнить обряд обновления удерживающих печатей, который должен был закончиться их смертью, послали на верную смерть его. Есть несколько вариантов дальнейшего развития событий, которые могут привести к одному из следующих результатов: победа героя в сражении с Демогоргоном (он является одним из самых сильных противников во всей трилогии, а его уничтожение распространяется только на телесную оболочку и фактически всего лишь возвращает демона в его мир), обновление печатей башни, позволяющее и дальше удерживать Демогоргона пленённым и бегство, оставляющее задание незавершённым.
Основной сюжет дополнения разворачивается спустя несколько месяцев после событий Baldur's Gate II: Shadows of Amn и разделён на три главы с продолжением нумерации предыдущей части: восьмую, девятую и десятую. В отличие от основной игры, события дополнения разворачиваются практически линейно, а количество побочных заданий невелико. В восьмой главе поисков ответов на вопросы, связанные с его происхождением, главный герой отправляется в рощу предков. Там ему предстоит сражение с «родственницей» Илласерой — одной из дочерей Баала. После боя он попадает в карманное измерение, созданное Баалом, которое выполняет роль «базы» для персонажа. Его встречает главный антагонист первой части серии Саревок, уговаривающий героя пожертвовать частицей собственной души, чтобы дать ему новую жизнь. Взамен он обещает верно служить персонажу игрока в качестве компаньона. Однако основную задачу герою даёт ангел, призванный проследить за исполнением пророчества Алаундо Мудрого о потомках Баала. Главный герой должен победить пятерых самых могущественных отпрысков Баала, которые сражаются за «трон Баала» — возможность обрести божественную силу и занять своё место в пантеоне. Независимо от того, хочет ли он сам получить эту награду, он оказывается вынужден вступить в бой, поскольку является препятствием на пути своих соперников. Помимо этого, необходимо проходить испытания, открывающиеся после достижения определённой точки в сюжетной линии, и делающие доступными часть силы Баала главному персонажу. После прохождения одного из первых испытаний, персонаж получает способность в любой момент (кроме сражений) перемещаться в карманное измерение и обратно, где он может безопасно отдыхать, менять состав команды и улучшать магические предметы.
Герой попадает в город Сарадуш, куда стекаются потомки Баала. Правит городом также один из детей Баала — Громнир иль-Хан, а у его стен находится армия огненных гигантов. Город находится в осаде и постоянно обстреливается пылающими снарядами. Команду персонажей встречает жрица Мелиссан, говорящая о необходимости спасти находящихся в городе детей Баала. Основной целью героя становится встреча с Громниром и попытка заключения с ним союза, однако в Сарадуше доступно также большое количество побочных заданий. Попав к Громниру, герой вынужден с ним сразиться. После победы Мелиссан даёт новое задание: спасти Сарадуш, победив неуязвимого предводителя огненных гигантов Яга-Шура — ещё одного потомка Баала. Герой выясняет источник неуязвимости гиганта и делает его вновь смертным, однако уже поздно: Сарадуш в огне, и остаётся лишь победить Яга-Шура.
В девятой главе спасшаяся из разрушенного города Мелиссан направляет героя в поселение Амкетран, где находится монастырь, возглавляемый Балтазаром, по просьбе Мелиссан нехотя предоставляющим возможность использовать Амкетран в качестве базы. Здесь также становятся доступными побочные задания, однако основной задачей героя становится победа над ещё двумя детьми Баала — тёмной эльфийкой Сендай и драконом Абазигалом. После их уничтожения становится известно, что Балтазар — последний из пятерых самых могущественных потомков Баала. Проникнув в монастырь, мы узнаём его план: уничтожить всех остальных детей Баала (в том числе героя) и совершить ритуальное самоубийство, предотвратив тем самым возрождение бога. Однако в неизбежном сражении Балтазар терпит поражение.
После этого начинается десятая глава и выясняется истинная роль Мелиссан, настоящее имя которой Амелиссан Чёрносердая: будучи верховной жрицей Баала, она руками героя уничтожала его потомков с целью завладеть душой мёртвого бога и самой обрести божественную силу. Герой является последним препятствием на её пути. Бой с ней является финальным сражением игры. Он состоит из четырёх стадий, между которыми нет возможности отдохнуть и восстановить силы. После победы игрок может сделать выбор: позволить персонажу обрести божественную сущность (добрую или злую в зависимости от мировоззрения персонажа), либо отказаться от неё, окончательно уничтожив Баала, и продолжить жизнь в качестве смертного. В любом случае, в финальной заставке раскрывается дальнейшая судьба как персонажа игрока, так и путешествовавших вместе с ним компаньонов.

## Продажи
Сразу после выхода Throne of Bhaal попала на пятое место в списке лидеров продаж за 24-30 июня 2001 года, составленном NPD Intelect, однако опустился на седьмое место во вторую неделю продаж и на десятое в третью. К четвёртой неделе игра вышла из десятки самых продающихся. В списках по итогам месяца NPD Intelect Throne of Bhaal вышла на 13-е место в июне, осталась на этом месте в июле и опустилась на 20-е в августе, покинув двадцатку в сентябре. Суммарное количество копий, проданных в США по состоянию на первую неделю ноября 2001 года, составило 85 451. По этому поводу в GameSpot отмечалось, что игра «хорошо продалась и продолжает продаваться». К 2006 году суммарные показатели продаж в США были больше 100 тысяч, но меньше 480 тысяч копий. По данным BioWare, по всему миру к декабрю 2002 года было продано примерно 500 тысяч копий дополнения.

## Восприятие
| Сводный рейтинг                                             | Сводный рейтинг                         |
| Агрегатор                                                   | Оценка                                  |
| ----------------------------------------------------------- | --------------------------------------- |
| GameRankings                                                | 88,73 %                                 |
| Metacritic                                                  | 88/100                                  |
| MobyRank                                                    | 87/100                                  |
| Иноязычные издания                                          |                                         |
| Издание                                                     | Оценка                                  |
| CGW                                                         | [ 40 ]                                  |
| GameSpot                                                    | 8,7/10                                  |
| GameSpy                                                     | 89/100                                  |
| GameZone                                                    | 9,3/10                                  |
| IGN                                                         | 9/10                                    |
| PC Gamer (US)                                               | 89 %                                    |
| PC Zone                                                     | 82/100                                  |
| RPGamer                                                     | 10/10 2/5                               |
| The Electric Playground                                     | 9/10                                    |
| RPGFan                                                      | 90 %                                    |
| GamesFirst!                                                 | [ 19 ]                                  |
| Games Domain                                                | [ 42 ]                                  |
| Inside Mac Games                                            | 8,25/10                                 |
| Русскоязычные издания                                       |                                         |
| Издание                                                     | Оценка                                  |
| Absolute Games                                              | 80 %                                    |
| Game.EXE                                                    | 4,5/5                                   |
| «Игромания»                                                 | 8,0/10                                  |
| «НИМ»                                                       | 7,4/10                                  |
| «Страна игр»                                                | 8,0/10                                  |
| Награды                                                     |                                         |
| Издание                                                     | Награда                                 |
| Академия интерактивных искусств и наук                      | Компьютерная ролевая игра года          |
| Computer Gaming World, IGN, RPG Vault, GameSpy, PC Gamer US | Лучшее дополнение для компьютерной игры |

Дополнение в целом положительно было воспринято критиками и игроками. Редакция Computer Gaming World писала: «Throne of Bhaal сделал то, что должна была сделать Ultima IX: он стал великолепным прощальным поклоном состоявшейся франшизы. Это превосходная и достойная награда для тех, кто провёл своего маленького героя всем путём, начиная с BG1». Gamespot предлагал игроку, дошедшему до конца, оглянуться на прошлые игры серии и оценить, насколько большой путь был пройден ими, и вместе с этим самим игроком, и назвал дополнение «полноразмерной игрой», которая не просто соответствует высоким стандартам, установленным её предшественниками, но и в некоторых отношениях их превосходит. Обозреватели PC Gamer US назвали Throne of Bhaal «таким же мастерским, как Baldur’s Gate II», указав, что «вероятно, это самый обширный пакет дополнений за всё время».
В обзоре «Страны игр» дополнение было охарактеризовано, как образец «правильного» «expansion pack», представляющий собой почти что новую игру (хотя и не очень продолжительную), не уступающую предшествующим частям серии. О том, что дополнение по наполненности игрового процесса и масштабу сюжетных событий практически представляет собой полноценное продолжение серии указывалось также в обзоре IGN. Game.EXE назвал Throne of Bhaal удачным и «очень масштабным» финалом саги. В обзоре Стивена Белотти с сайта RPGamer указывалось, что в отличие от открытых финалов первой и второй части Baldur’s Gate, Throne of Bhaal действительно содержал настоящую финальную сцену, завершавшую всю рассказанную историю. В Computer Gaming World отмечалось, что игре наконец-то удалось уйти от традиционного героического финала с убийством злодея и получением почестей от спасённого королевства, присутствовавшего в предыдущих частях. В результате игроки наконец-то смогли почувствовать, что их персонаж действительно стал легендарной фигурой Forgotten Realms. В похожем ключе высказался и Стивен Белотти, сославшись на то, что сложность предыдущих частей игры была завышенной, и после долгого эпического противостояния игроки заслужили возможность «просто раздавать пинки под зад».
Похвалу от обозревателей заслужила реализация Башни Дозорного, которая, по их мнению, представляла собой крайне удачную реализацию «dungeon crawl» с достаточно высокой сложностью, хорошими головоломками и многовариантной концовкой. Обозреватель IGN назвал Башню Дозорного лучшим подземельем из представленных в сериях Baldur’s Gate и Icewind Dale.
Отмечены были и отдельные побочные задания (например, пародия на Eye of the Beholder, в которой персонаж игрока сам выступает в роли NPC, выдающего «квест» партии авантюристов и ожидающего его выполнения) и яркие второстепенные персонажи, такие как имп Цеспенар, осуществляющий улучшение артефактов.
Графическое оформление игры обозреватели назвали столь же и даже более детальным, как в Shadows of Amn. В Gamespot позитивно оценивались детализация новых областей, их визуальная привлекательность и своеобразие, а также обилие анимации фонов. Некоторые рецензенты отметили, что в целом Infinity Engine, использовавшийся во всей серии Baldur’s Gate, начиная с первой части, на момент выхода Throne of Bhaal уже был достаточно устаревшим и сохранил свои неприятные особенности, такие как проблемы с нахождением пути персонажами. Однако в целом формат дополнения, использующего движок и значительную часть графических ресурсов Baldur’s Gate II, не предполагал каких-либо существенных улучшений — лишь несколько возросли системные требования из-за более масштабных битв и большого количества используемых заклинаний с графическими эффектами.
Похвал удостоились также саундтрек и озвученные реплики персонажей (в частности, уже упомянутого Цеспенара). Большинство персонажей, перешедших из основной игры, были озвучены теми же актёрами, что и в Shadows of Amn. В обзоре RPGFan отмечалось хорошо оркестрированное и достаточно эпическое звучание музыкальных композиций, которые не сопровождают игровой процесс постоянно, что дало возможность использовать короткие, но хорошо звучащие композиции, которые не являются зацикленными. Gamespot отмечал, что в Throne of Bhaal больше, чем в любой из предыдущих частей серии, используются способности актёров озвучивания для передачи драматизма сложившихся ситуаций, а про оркестровую музыку писал, что она обогащает каждый момент времени, потраченный на игру. Рецензенты также писали о высоких литературных качествах текстов игры.
В более негативном ключе был выдержан обзор «Навигатора игрового мира», в котором отмечались непродуманность сюжета и отсутствие в нём главенствующей идеи, слабая реализацию последнего сражения и в целом то, что игра оказалась недостаточно хороша, чтобы стать достойным завершением серии, а не просто очередной добротной RPG. Похожее мнение было высказано Мэттом Блэкберном на сайте GamesFirst: он отметил, что персонажи слишком быстро набирают уровни, а события дополнения развиваются в ускоренном темпе и слишком просто, что делает его недостаточно комплексным и детализированным и не даёт возможности достичь уровня творческого совершенства, которого было бы достойно завершение саги Baldur’s Gate. Обозреватель «НИМ» указал также на проблемы с внутренней логикой построения игрового мира и отдельных заданий, нарушение баланса игры, возникшее из-за повышения ограничения уровня (особенно ярко проявляющееся при прохождении Башни Дозорного в ходе сюжетной кампании основной игры) и недостаточно впечатляющую реализацию высокоуровневых заклинаний, таких как «желание», и мощных магических артефактов. В Gamespot отмечались недостатки ролевой составляющей, связанные с тем, что большинство реплик в диалогах приводят к одному и тому же результату, и не раскрывают характеры персонажей, а лишь служат продвижению игрока по сюжетной линии. Computer Gaming World указал на линейность игры как на возможный недостаток. Эту линию критики развил обозреватель Games Domain, который отмечал, что игрок вынужденно находится на определённом пути к концовке и писал: «всё время присутствует ощущение, что Throne of Bhaal даёт игроку всего лишь заданный набор срежиссированных битв, в которых враги и окружающая обстановка тщательно подобраны таким образом, чтобы бросить вызов игроку», что делает игру больше похожей на стратегию в реальном времени, чем на RPG, и скорее напоминающей об Icewind Dale, чем о Baldur’s Gate.
Обзор с самой низкой оценкой (2 из 5) был опубликован на сайте RPGamer Саймоном Симэном. В качестве главного недостатка игры он назвал «уничтожение духа серии», заключавшегося, по его мнению, в свободном исследовании и сюжете. Он указал, что в Throne of Bhaal практически отсутствуют области, которые не имеют прямой связи с сюжетной линией, которые игрок «исследует просто потому, что они есть». В обзоре отмечалось, что это убирает ощущение целостности и реализма игрового мира, делая опыт игрока механистичным. «Короткий и натянутый» сюжет он счёл недостойным завершения эпической саги. Критике также подвергались сражения. Саймон указывал на недостатки боевой системы с управляемой паузой, которая вносит неконтролируемые игроком задержки, могущие оказаться фатальными в сложных боях с высокоуровневыми противниками. Им отмечалось также, что механики игры перестают работать для персонажей и противников высокого уровня, и в результате бои становятся «борьбой против почти непобедимого противника без права на ошибку, либо несерьёзными надоедливыми проблемами, которые просто истощают доступные ресурсы».
Другие обзоры также говорили о недостатках, связанных со сражениями, которыми, по мнению Computer Gaming World, игра могла показаться перенасыщенной. Стивен Белотти с сайта RPGamer отмечал, что чрезмерно высокий темп набора уровней персонажами и получение ими новых способностей привело к тому, что многие бои больше не требовали стратегического подхода, так как победу легко можно было получить «грубой силой». В The Electric Playground писалось, что большинство противников теперь имеет защиту от магии, в связи с чем многие битвы превращаются в затянутые и скучные магические дуэли, в которых обе стороны занимаются тем, что выставляют волшебную защиту и пытаются снять такую защиту у противника. Аналогичные соображения высказывались в обзорах Gamespot и Games Domain.
В числе более мелких недостатков игры в обзоре «Игромании» был отмечен дисбаланс между классами воинов, не получивших новых достаточно мощных навыков, и магов, которым стали доступны заклинания огромной разрушительной силы. В обзоре IGN отмечалась неоднозначность нового подкласса диких магов, который скорее создаёт сложности для игрока, ввиду чего не является логичным выбором для основного персонажа. Кроме того, в качестве общего недостатка серии автор этой рецензии назвал отсутствие «истинного» пошагового режима, типичного для «настоящих» ролевых игр Dungeons & Dragons. В обзоре PC Zone указывалось на нехватку новых подвидов персонажей.
Технических недостатков обозреватели версии для Windows не отметили (хотя вскоре после поступления дополнения в продажу был выпущен патч, исправлявший проблемы с работой игры под Windows 2000 и Windows ME). Версия для Apple Macintosh, несмотря на патчи, имела проблемы с производительностью и поддержкой 3D-ускорителей при использовании OS X, а под классической Mac OS 9 работала быстрее, но нестабильно.

### Награды
В 2001 году Throne of Bhaal получил награду Академии интерактивных искусств и наук в номинации «Компьютерная ролевая игра года». Награду «лучшее дополнение для компьютерной игры» Throne of Bhaal получил от журнала Computer Gaming World, IGN, RPG Vault, GameSpy и (вместе с Command & Conquer: Yuri's Revenge) от PC Gamer US. GameSpot и Computer Games Magazine рассматривали дополнение в качестве кандидата на получение аналогичной награды за 2001, однако лауреатами в итоге стали Yuri’s Revenge и Diablo II: Lord of Destruction соответственно The Electric Playground назвало Throne of Bhaal в числе финалистов в категории «Лучшая ролевая игра для ПК», однако эта награда была присвоена Arcanum: Of Steamworks and Magick Obscura.

## Пользовательские модификации
Хотя Bioware не выпускала инструментарий для создания пользовательских модификаций, сообществом пользователей были разработаны просмотрщики и редакторы игровых файлов. В частности, мод Ascension, созданный бывшим сценаристом Bioware Дэвидом Гейдером, усложняет битвы с «боссами» и содержит дополнительные диалоги между персонажами.

## В других медиа
Новеллизация событий игры была осуществлена Дрю Карпишиным, став завершением трилогии, первые два тома которой были написаны Филипом Этансом. Книга Baldur’s Gate II: Throne of Bhaal была опубликована в 2001 году.